# Korona (Band)
Korona ist eine Nu-Metal-Band aus Frankfurt am Main (Deutschland), die 1998 gegründet wurde. Sie galten nach mehreren Nummer-eins-Hits in den Internetcharts der ersten offiziellen Musikportale auch in den USA als die Vertreter des Genres Nu Metal in Deutschland und Europa. Korona fühlen sich, laut eigener Aussage, aber in mehreren Musikstilen zu Hause.

## Geschichte

### Anfänge, Namensgebung und erstes Demo (1996–1998)
1996 spielten die Gründungsmitglieder von Korona noch in zwei verschiedenen, aber eng befreundeten Bands, Funk-A-Tac und :blend, begannen aber bereits über ein gemeinsames Bandprojekt nachzudenken. Im Laufe der folgenden beiden Jahre wurde dann auch gemeinsam an Songs für das Projekt geschrieben und der Sound von Korona entwickelt. Das endgültige Gründungsdatum gibt die Band auf den Tag genau mit dem 11. August 1998 an, denn exakt ein Jahr später war in Deutschland eine totale Sonnenfinsternis zu sehen, die der Band ihren Namen „Korona“ gab. Entsprechend zeigte das erste Logo von Korona den Strahlenkranz der Sonne, der bei einer solchen Eklipse gerade noch zu sehen ist. Um sich selbst in der Musikindustrie besser vertreten zu können, gründeten Korona in ihrer Anfangszeit auch die eigene Management-Plattform „Koronamusic“.
Namensstreitigkeiten mit der US-amerikanischen Band Korona, die in den 1980er Jahren einen Hit mit dem Song Let Me Be hatten, und vorher und nachher als die Starbuck sehr bekannt waren, gab es nicht, denn André Vard kontaktierte damals die US-Band in seiner Management-Funktion und holte sich die Einverständniserklärung, den Namen „Korona“ nutzen zu dürfen.
Nachdem Korona mit dem bekannten Musikproduzenten Wolfgang Stach über das Label GUN Records in Kontakt getreten waren, nahmen sie 1998 ihre erste EP United States of Origin auf, die dann aber im Programm von Sony Music Entertainment keinen Platz fand.

### Besonderes Merkmal undBreaking the Silence
Was im Hip-Hop schon lange üblich war, haben Korona zu ihrem besonderen Merkmal gemacht und in der Rockmusik als eine der ersten Bands überhaupt verwendet: Alle in der Band gesprochenen Sprachen, Englisch, Deutsch, Italienisch und Jugoslawisch, wurden in den Texten fast aller Songs verwendet. Korona nannte diese Sprachmischung „City Speak“ in Anlehnung an den Film Blade Runner.
Die Band hat seit 1996 zunächst mehrere inoffizielle EPs weltweit veröffentlicht. Im Millennium-Jahr 2000 veröffentlichte Korona inoffiziell das Album Blame, in dem bereits elektronische Sounds, insbesondere in den Drums und Drum Beats, Teil ihrer Musik waren. Es folgten eine Europatournee und Auftritte mit Limp Bizkit, Linkin Park, Mudvayne, Ill Niño, Static-X, HIM, Papa Roach, Tool und anderen, Festivalstationen wie Rock am Ring, Rock im Park, Roskilde-Festival oder Gods of Metal.
Mit dem offiziellen Debütalbum Breaking the Silence, das 2005 unter dem Independentlabel Hardfliprecords veröffentlicht wurde, landete Korona viele Hits in den damals von MTV gepushten Rock- und Metal-Charts der ersten Musikportale, wie dem Online-Musikdienst BeSonic, mp3.de, mp3.com, oder auch virtual-volume in Deutschland, England, Italien, Frankreich, Griechenland, Spanien, Russland, Japan, Südamerika sowie in den Vereinigten Staaten von Amerika.
Im Jahr 2008 verkündete Korona eine Pause. Obwohl die Band bestätigt, dass sie viel neues Musikmaterial komponiert hat, wurde bisher kein weiteres Album veröffentlicht. Die Band Korona ist nicht offiziell aufgelöst. André Vard weitete Koronamusic als Rechteinhaber mittlerweile zu einem eigenständigen Label und Label Service aus, das sich auch für neue Künstler aus anderen Genres geöffnet hat.

## Diskografie
Alben
- 2000: Blame (ohne Label)
- 2005: Breaking the Silence (Hardfliprecords/Koronamusic)

EPs
- 1998: TooFaced (ohne Label)
- 2000: August 11th (ohne Label)